# Villalbilla de Gumiel
Villalbilla de Gumiel – gmina w Hiszpanii, w prowincji Burgos, w Kastylii i León, o powierzchni 26,41 km². W 2011 roku gmina liczyła 105 mieszkańców.